# Layo

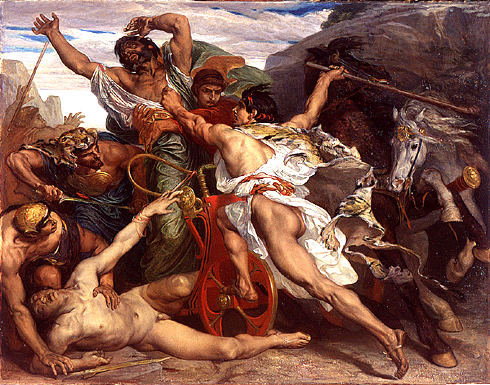
La muerte de Layo, pintura de Joseph Blanc (1867).

En la mitología griega, el rey Layo (en griego antiguo Λάϊος, Láïos, «zurdo» o «del pueblo») de Tebas era un héroe divino y un personaje clave en el mito de la fundación de Tebas.
Layo era hijo de Lábdaco y fue el padre, por una hija de Meneceo, a la que algunos llaman Yocasta y otros Epicasta, de Edipo. No obstante Epiménides dice que Layo desposó a Euriclea, la hija de Ecfante y que Edipo fue hijo de ella. Y otros más dicen que Esfinge era una hija iilegítima de Layo y que el propio Layo tuvo más hijos innominados concebidos por concubinas.

## Orígenes
Layo fue criado por el regente Lico, después de la muerte de su padre. Cuando se hizo mayor intentó ocupar el trono, pero sus primos segundos, Anfión y Zeto, usurparon el poder. Layo fue expulsado de Tebas y el rey Pélope de Pisa, un reino vecino, le dio asilo.
Pélope le confió a su hijo Crisipo y le pidió que le enseñase el arte de conducir caballos. Layo quedó prendado del joven y un día lo raptó y violó. Según una versión, Crisipo se suicidó por la vergüenza infligida; según otra, Hipodamía, su madre, mandó a sus medio-hermanos que lo asesinaran. Al darse cuenta de lo ocurrido, Pélope arrojó sobre Layo la maldición de Apolo, por la cual declara que tu estirpe se exterminará a sí misma. En Grecia, luego se conoció como el "Crimen de Layo".
Sea como fuere se dice que Layo, cuando raptó a Crisipo, fue el primero en amar a un joven noble. Y por esta razón a los tebanos les pareció hermoso amar a quienes estaban en la flor de la edad.

## Rey de Tebas
Después de la muerte de Anfión, Layo se convirtió en rey de Tebas y tomó como esposa a otra descendiente del linaje de Cadmo y Harmonía, Yocasta. Durante años intentaron tener hijos, sin conseguirlo. Layo fue al oráculo de Delfos pidiendo una solución. La respuesta del oráculo no le satisfizo: «Tu hijo matará a su padre y se acostará con su madre». Layo, prudente, guardó el secreto y no lo reveló a su mujer. Una noche, bajo los efectos de la bebida yació con su mujer, y engendró a Edipo. Para que no se cumpliera la profecía, Layo abandonó a Edipo para que muriera. Pero Edipo llegó a manos de los reyes Pólibo y Peribea (en algunos textos lleva el nombre de Mérope) de Corinto.

## Muerte
Años más tarde, Layo, cuando iba en un carro camino al Oráculo de Delfos, se cruzó con Edipo; el conductor le exigió de mala manera a Edipo que se quitara de en medio, a lo que este se negó. En la pelea, Layo salió del carruaje y su hijo le dio muerte, cumpliéndose el vaticinio del oráculo.
| Predecesor: Anfión y Zeto | Reyes de Tebas | Sucesor: Creonte |

## Otros personajes homónimos
Lleva también el nombre de Layo, en la mitología griega, uno de los cuatro jóvenes cretenses, llamados Céleo, Layo, Cerbero y Egolio, que intentaron robar la miel de la gruta sagrada donde nació Zeus, ubicada en el monte Ida. Zeus los transformó a todos en aves.